# Saint-Martin-du-Var
Saint-Martin-du-Var település Franciaországban, Alpes-Maritimes megyében. Lakosainak száma 3403 fő (2022. január 1.). Saint-Martin-du-Var Le Broc, Carros, Gilette, La Roquette-sur-Var és Saint-Blaise községekkel határos.

## Népesség
A település népessége az elmúlt években az alábbi módon változott:
| Lakosok száma | 1180 | 1528 | 1869 | 2463 | 2735 | 2882 | 3000 | 3095 | 3143 | 3403 |
|               | 1968 | 1982 | 1990 | 2006 | 2013 | 2015 | 2017 | 2019 | 2020 | 2022 |